# معركة منازل الذكيران
معركة منازل ادكيران أو واقعة حيشان حريبات هي معركة بين الليبين وقوات الغزو الإيطالي، وقعت في 4 فبراير 1922.

## الخلفية
تفاوضت السلطات الاستعمارية الإيطالية مع الباروني وغيره من الزعماء، ونشرت في 1 يونيو 1919 النظام الأساسي الاستعماري لطرابلس، والذي بموجبه تمنح الإدارة الاستعمارية سكان طرابلس الأصليين حقوق الجنسية الإيطالية، والاعتراف بالشريعة الإسلامية باعتبارها القانون المدني للمستعمرة، شريطة أن يحكم المستعمرة حاكم إيطالي يُرشحه مجلس مكون من 10 أعضاء، يُنتخب 8 منهم.
في البداية، كان زعماء طرابلس راضين عن النظام الأساسي الذي حل الجمهورية الطرابلسية رسميًا في 12 يوليو 1919، ولكن عندما استدعي فيتشينزو غاريوني (الحاكم الاستعماري الذي تفاوض مع قادة المتمردين) إلى إيطاليا في منتصف أغسطس واستدعي الحاكم الجديد، لا يبدو أن فيتوريو منزينغر طبق النظام الأساسي، فقد شكل قادة المتمردين السابقين حزب الإصلاح الوطني (حزب الإسلام الوطني) لممارسة الضغط على الإيطاليين. وكان القادة الرئيسون للحزب هم عبد الرحمن عزام والقرقاني والغرياني.
في أكتوبر 1920، اجتمع مندوبو المناطق المحتلة والحرة في العزيزية في مؤتمر وطني تحضيرًا لمؤتمر غريان. والذي انعقد في نوفمبر 1920 بعدما اختار كل بلد ممثله ما عدا بلاد البربر. ودعوا  إلى انسحاب القوات الإيطالية باسم "الأمة الطرابلسية".
لجأ الحاكمين المعينين التاليين، لويجي ميركاتيلي وجوسبي فولبي، إلى القوة العسكرية لإخضاع المنطقة. كان الانقسام بين المتمردين يتسع، وبعد وفاة الصويلح في أغسطس 1920 على يد خصوم سياسيين، بدأ المتمردون في التصدع وسقطت الجمهورية، التي كانت لا تزال في صراعها مع الإيطاليين، في حرب أهلية.
بحلول أوائل عام 1922، كان الطرابلسيون يائسين واجتمعوا مع مندوبي السنوسي في سرت، وعرضوا على إدريس (زعيم السنوسية وأمير برقة) الحق في أن يكون أميرًا على طرابلس. إن قبول إدريس، أثار استنكاراً حاداً في إيطاليا ففكر فولبي في احتلال مصراتة قبل أن يصل العرب إلى نتيجة في مؤتمر سرت.
في 26 يناير 1922، رست قطع الأسطول المؤلف من 18 قطعة على شاطئ مصراتة، وهي تحمل كتيبتين من الجنود الأريتريين وفرقة من رجال المدافع الرشاشة وبطارية جبلية وفرقة مختلطة من فرق المهندسين ووحدة صحية وفرقة من رجال الضبطية، وبلغ مجموع اسلحتها 1500 بندقية 4 مدافع جبلية من عيار 65 و24 مدفعا رشاشًا. واستولت على قصر حمد، مما جعل الجند والمجاهدين يُعلنون النفير. فعرفت احداث هذا اليوم ب (معركة النزول) والتي ضحا فيها 80 مجاهد بأرواحهم ليجبروا الجيش الإيطالي على التراجع والانسحاب مكبدين العدو 200 قتيل و 70 جريح من الجنود الطليان والأحباش. قرر الجيش الإيطالي الانتقام لقتلاهم في معركة النزول التي تلقى فيها العدو الصفعة الأولى خاصةً وأن فرقة من المجاهدين ضيقوا عليهم وارهبوهم وذلك بتكرار الهجمات الناجحة على جندهم.

## المعركة
في صباح يوم السبت 4 فبراير سنة 1922 عند الساعة الواحدة بعد منتصف الليل هاجمت فصيلة من الأحباش على بيوت دكيران  (حيشان الحريبات الذكيرانية) حيث كان المجاهدون يرابطون، وكانت كلمة السر لتلك الليلة هي (فتحي) وبواسطة أحد الخونة استطاع العدو تحديد موقع المجاهدين الذين يغيرون على قواته وكذلك كلمة السر فيما بينهم مما سهل عليهم مباغتتهم بفرقة كبيرة من الأحباش بقيادة ضباط طليان فدخلوا على المجاهدين بغثة في تلك المنازل وهم غافلون وأكثرهم نائمون فهلك الكثير دبحاً وتقتيلاً من الرجال والنساء والاطفال فلم ينجى منهم إلا رجل واحد يدعى (الصادق بن عامر) وهو الاسم الحركي للمجاهد (محمد بن غزي) الذي لم تمنعه  إصابته برصاصة من تخطي الاسوار وتحدير باقي المجاهدين من هذا الهجوم المباغت الذي ادى إلى استشهاد عدد كبير من المجاهدين في الوقت الذي لم يتجاوز قتلى الطليان والاحباش العشرون قتيل.
امام عنصر المفاجأة والكثرة انهزم المجاهدين حتى دخلوا السبخة في منطقة الشوارن عند الساعة السابعة صباحاً، وهنا كان خطاء العدو الفادح والمهلك حيث كان هدفه الهجوم على «وسط منازل الذكيران» لكسر ظهر المجاهدين في الجناح الغربي وفي القلب ولكن بوصول قوة من المجاهدين بقيادة المجاهد سعدون السويحلي من معسكر «منازل الملايطة» المجاور تغير الموقف حيث وجد العدو نفسه بين فكي كماشة ودارت رحى معركة قتل فيها 200 من الطليان والاحباش فولوا الأدبار باتجاه الميناء يطاردهم المجاهدون ويقتلونهم حتى وصلوا إلى معاقلهم على شاطئ البحر عند الساعة التاسعة صباحاً.
يقول المؤرخ ن.أ.بروشين في كتابه – تايخ ليبيا من نهاية القرن التاسع عشر حتى 1969 م «ص183» «كانت أهم المعارك وأشدها خلال هذه الفترة» بالإشارة إلى فترة السبعة عشر يوم ابتداءً من يوم النزول.

## النتائج
منذ ذلك الحين بقي الجيش الإيطالي مرابطًا في قصر حمد ويتلقى الدعم من البحر وذلك لسحق قوات سعدون، ثم يمضي بعدها لاحتلال المواطين في 11 فبراير 1922، أي بعد سبعة عشر يومًا منذ تاريخ النزول، خرج الجند الإيطالي من قصر حمد والتحمت مع قوات سعدون في واقعة السبت وكان هناك . ومنها توقف زحف الجيش الإيطالي لتكبده خسائر كبيرة في الأسلحة والأرواح.

## الملاحظات
1. ↑  حسب جراتزياني : «انقضت فصيلتان اريتيريتان من بوشفيعة أثناء الليل في صمت تام وانقضتا على العرب انقضاض الصاعقة» [12]

### فهرس
1. ↑  قريو 1994، صفحة 54.
2. 1 2  Abun-Nasr 1987، صفحة 395
3. ↑  الزاوي 1984، صفحة 419.
4. ↑  الزاوي 1984، صفحة 422.
5. ↑  الزاوي 1984، صفحة 431.
6. ↑  جراتزياني 1994، صفحة 53.
7. ↑  الزاوي 1984، صفحة 433.
8. ↑  الزاوي 1984، صفحة 435.
9. ↑  جراتزياني 1994، صفحة 54.
10. 1 2  بروشين 2011، صفحة 210.
11. 1 2  الزاوي 1984، صفحة 436.
12. ↑  جراتزياني 1994، صفحة 59.
13. ↑  قرية 1994، صفحات 51-52.
14. ↑  قريو 1994، صفحات 52-53.
15. 1 2  قريو 1994، صفحة 55.
16. ↑  قريو 1994، صفحة 56.

### المعلومات الكاملة للمراجع
- الزاوي، الطاهر أحمد (1984). جهاد الأبطال في طرابلس الغرب (ط. 3). لندن: الناشرون دارف المحدودة.
- Abun-Nasr, Jamil M. (20 Aug 1987). A History of the Maghrib in the Islamic Period (بالإنجليزية). Cambridge University Press. p. 395. ISBN:978-0-521-33767-0. Archived from the original on 2023-06-01.
- جراتزياني، رودولفو (1994). نحو فزان. ترجمة: فوزي، طه (ط. 2). دار الفرجاني.
- بروشين، نيكولاي إيليتش (2011). تاريخ ليبيا من نهاية القرن التاسع عشر حتى عام 1962. ترجمة: حاتم، عماد (ط. 2). دار الكتاب الجديدة المتحدة. ISBN:9959290263.
- المؤرخ مختار الهادي بن يونس – مجلة الشهيد – العدد 9 سنة 1988 م من سجل الشهداء الخالدين – ص192 .
- قريو، محمد مفتاح (1994). معارك الجهاد التي وقعت في مصراتة زمن الحروبات الايطالية. الدار الجماهيرية للنشر والتوزيع والإعلان.